# Miasto Kikinda
Miasto Kikinda (serb. Grad Kikinda / Град Кикинда) – jednostka administracyjna w Serbii, w Wojwodinie, w okręgu północnobanackim. W 2018 roku liczyła 54 729 mieszkańców.